# Lâu đài

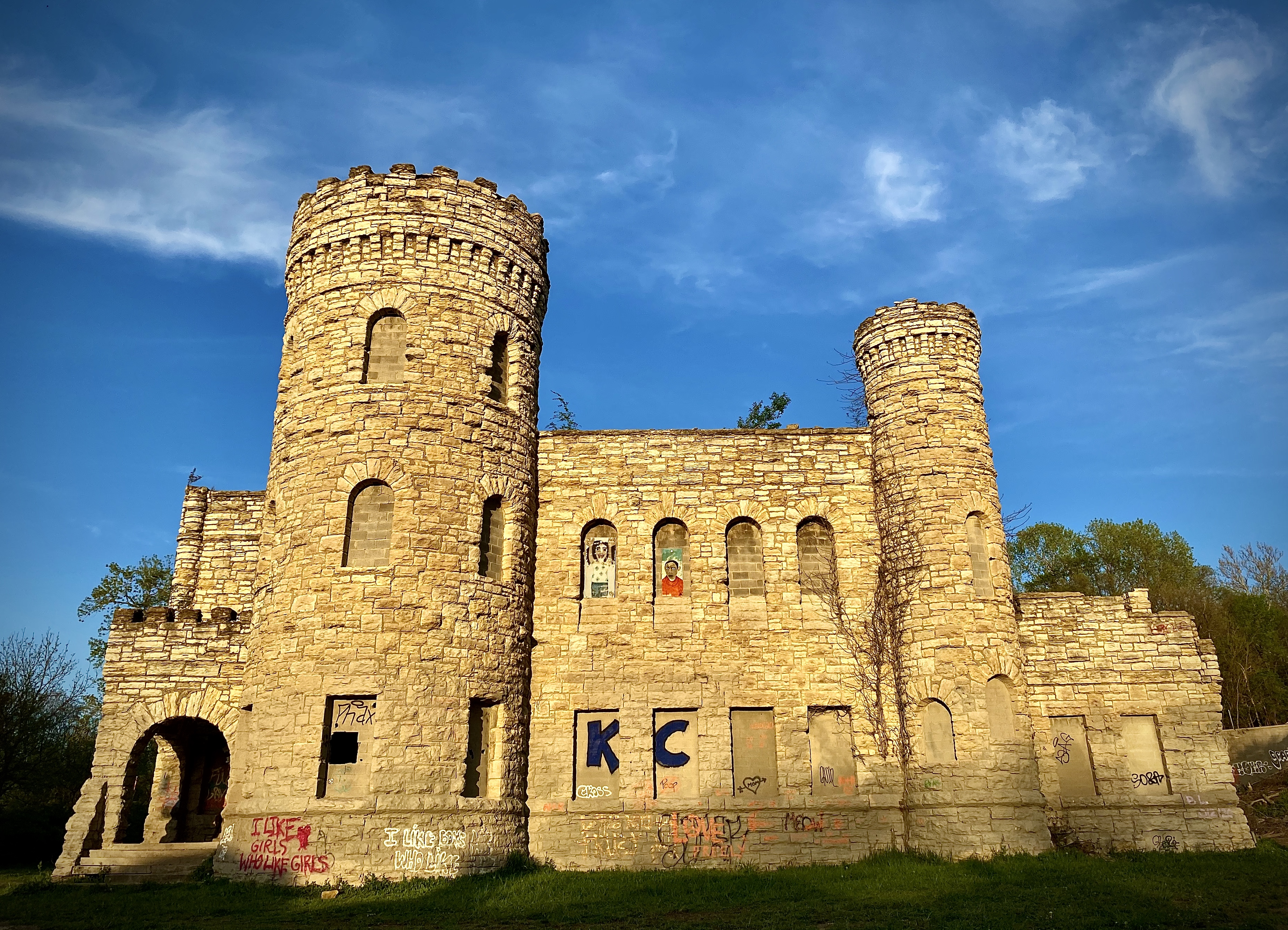
Một lâu đài kiểu châu Âu trung cổ ở Mỹ

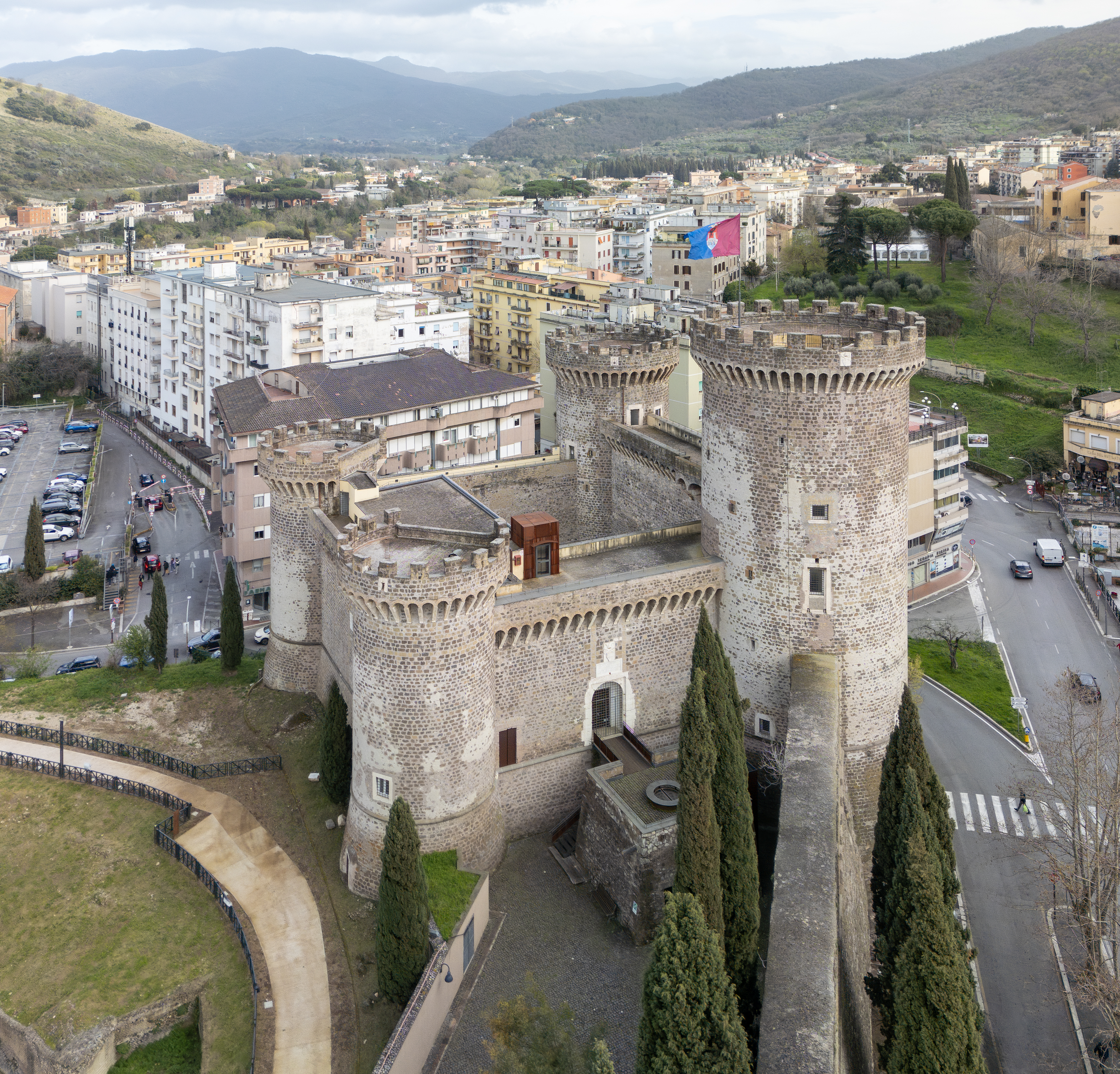
Một lâu đài châu Âu theo kiến trúc thời Trung Cổ

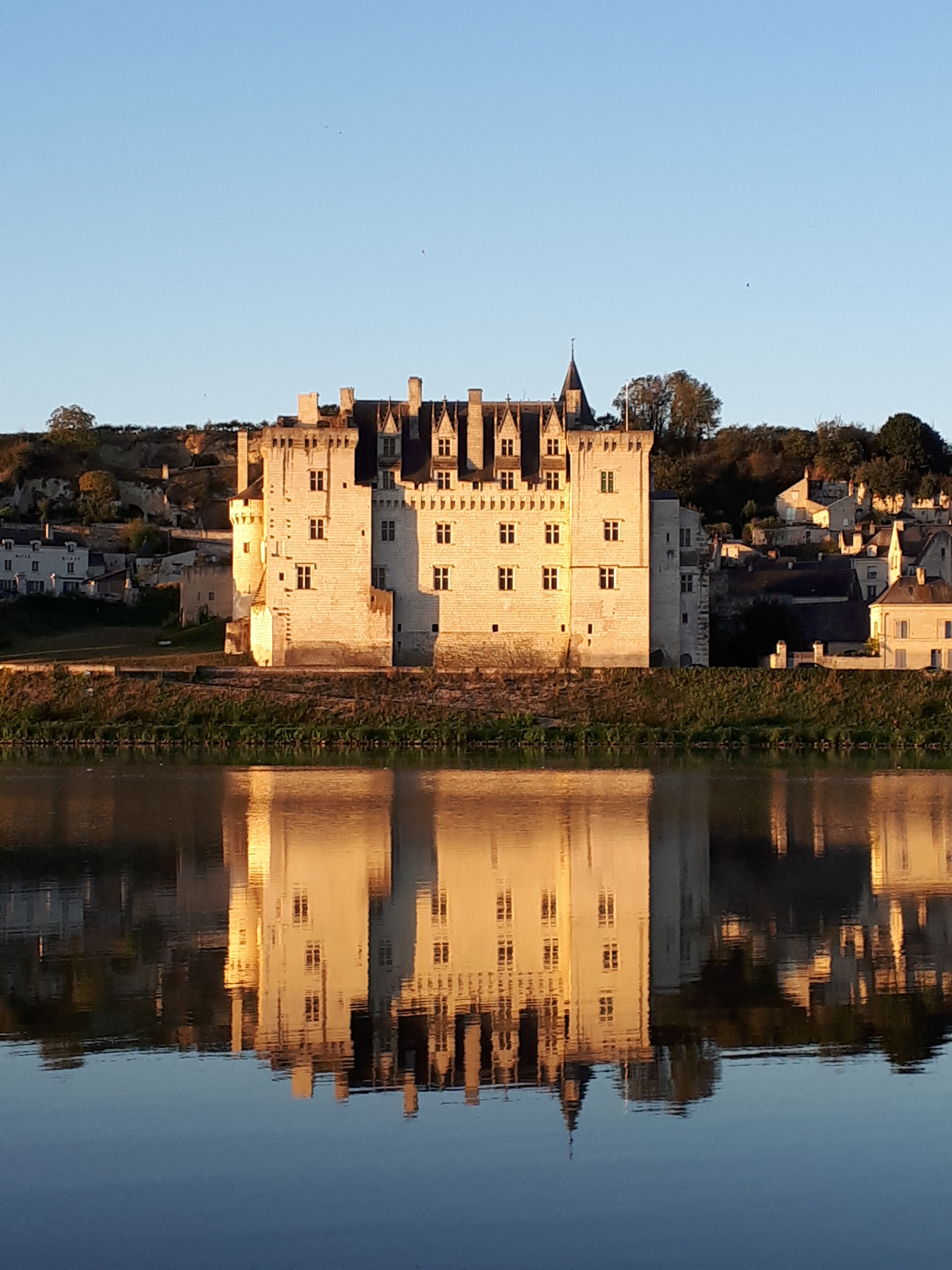
Lâu đài Montsoreau, xây dựng vào thế kỷ 15 ở Pháp

Lâu đài hay còn gọi là tòa thành hay thành trì là một loại hình công trình kiến trúc có cấu trúc rất kiên cố đã được xây dựng ở châu Âu và Trung Đông trong thời kỳ Trung cổ do giới vương quyền, quý tộc xây dựng. Lâu đài chính là nơi trú ngụ của lãnh chúa hoặc quý tộc, nó khác biệt với cung điện vốn là dành cho Hoàng tộc. Lâu đài cũng không phải là một pháo đài vì lâu đài không chỉ đảm nhiệm chức năng chiến đấu, phòng thủ hay chức năng quân sự nói chung mà nó có chức năng chính là nơi ở cho giới quý tộc. Lâu đài bắt nguồn từ việc nâng cấp các tường thành, rào chắn của những điểm cư trú công cộng và phát triển lên thành một cứ điểm phòng thủ để bảo vệ đời sống ở bên trong. Đặc điểm của lâu đài chính là tường cao, hào sâu, có nhiều lầu. Thông thường các lâu đài ở châu Âu trung cổ được thiết kế có hình vuông, những bức tường có thể xây khoanh tròn, trên lâu đài có nhiều tháp canh, tường thành được xây dựng bằng chất liệu đá. Xung quanh lâu đài bao quanh một hào nước sâu.
Ở châu Âu, lâu đài có nguồn gốc trong thế kỷ thứ 9 và 10, sau sự sụp đổ của đế chế Carolingien. Lãnh thổ của đế chế này dần được phân chia giữa các lãnh chúa và hoàng tử, vương hầu, các dòng họ quý tộc và hình thành các thái ấp, lãnh địa. Những vị quý tộc này sở hữu những mảnh đất đó và xây dựng lâu đài để kiểm soát các khu vực xung quanh để phòng thủ, bảo vệ những tài sản thuộc sở hữu của họ. Mặc dù nhiệm vụ quân sự là rất quan trọng nhưng những lâu đài thường được sử dụng như là nơi trú ngụ và cũng là trung tâm quản lý hành chính và biểu tượng quyền lực của cá nhân, dòng họ đó. Lâu đài đô thị được sử dụng để kiểm soát dân chúng địa phương và các tuyến đường giao thông quan trọng, và lâu đài nông thôn thường được xây dựng biệt lập với các ngôi làng và có chức năng phòng thủ, bảo vệ những vùng đất đai màu mỡ.
Ban đầu, nhiều lâu đài được xây dựng từ đất và gỗ, nhưng do nhu cầu phòng thủ và kỹ thuật phát triển cũng như chi phí bỏ ra nhiều nên lâu đài được xây cất bằng đá để tăng tính vững vàng, đường bệ. Mặc dù thuốc súng được du nhập vào châu Âu trong thế kỷ 14, nó đã không ảnh hưởng đáng kể đến xây dựng lâu đài cho đến thế kỷ 15 vì hỏa lực của binh chủng này còn quá yếu không thể làm suy suyễn những bức tường lâu đài kiên cố. Nhưng đến khi pháo binh đã trở nên đủ mạnh để có thể xuyên thủng và phá hủy bức tường đá thì lâu đài dần phải cải tiến để chống chọi. Trong khi lâu đài vẫn tiếp tục được xây dựng vào thế kỷ 16, kỹ thuật mới được bổ sung trong việc xây dựng để đối phó với lửa pháo và như vậy, sự thay đổi tính chất và kết cấu dần biến lâu đài từ một nơi cư trú thành một tòa thành phục vụ cho các hoạt động quân sự. Kết quả là, lâu đài thực sự đã được thay thế bằng các pháo đài. Từ thế kỷ 18 trở đi, có một sự thay đổi mới trong việc xây dựng những lâu đài, với việc xây dựng các mô hình lâu đài lãng mạn của kiến trúc Gothic và không có mục đích quân sự.

## Từ nguyên
Từ castellum tạm dịch trong tiếng Việt là Lâu đài, theo từ điển Hán Việt mang ý nghĩa nhà cao lớn. Từ castellum bắt nguồn từ tiếng Latinh của từ gốc là castrum có nghĩa là "nơi kiên cố". Trong bối cảnh Tiếng Anh cổ được viết là castel, tiếng Pháp cổ là castel hay chastel, tiếng Pháp ngày nay viết là château; tiếng Tây Ban Nha là castillo, tiếng Bồ Đào Nha là castelo, tiếng Ý là castello, cũng như các ngôn ngữ khác đều bắt nguồn từ castellum.

## Đặc thù

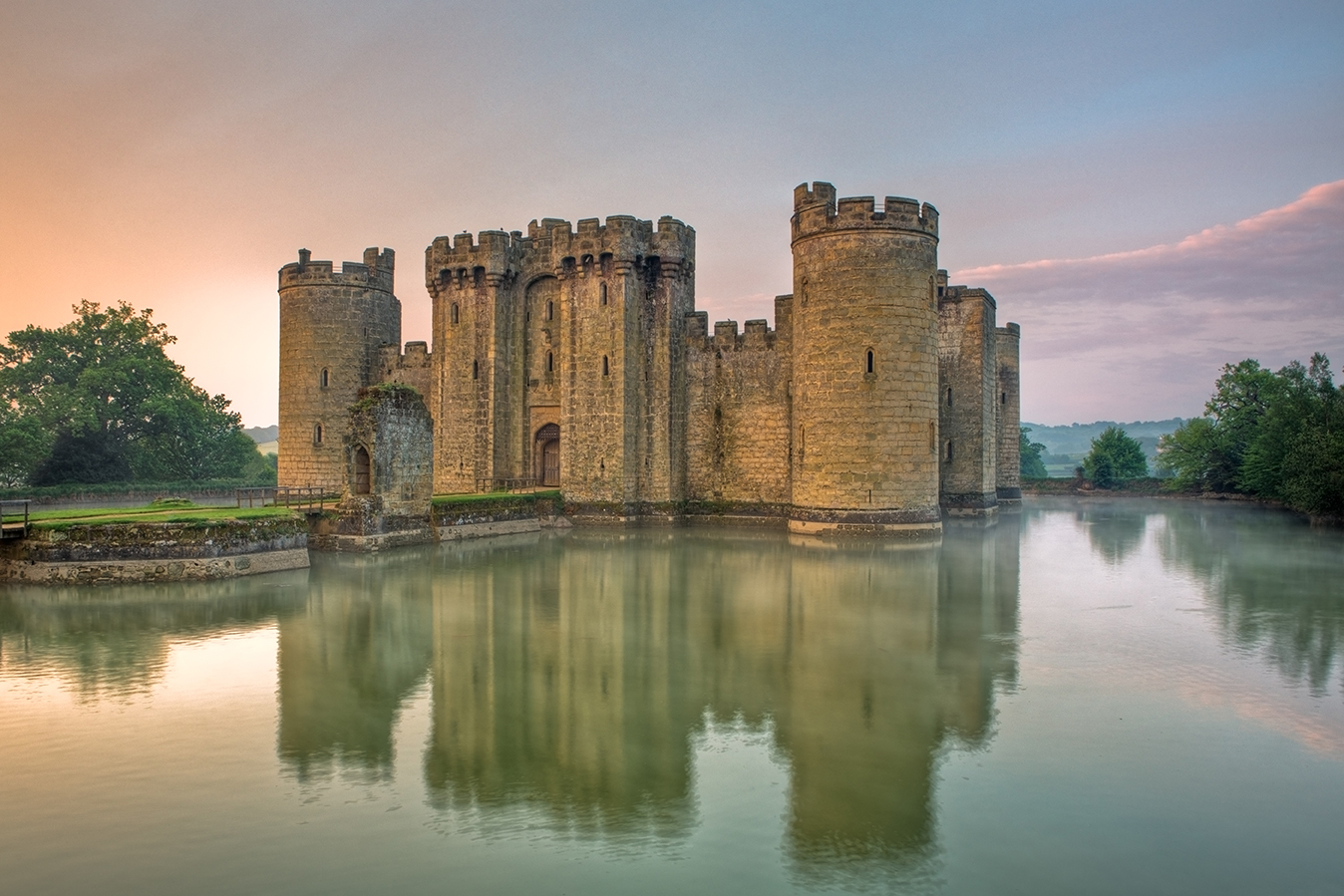
Lâu đài Bodiam, xây dựng vào thế kỷ 14 ở Anh

- Motte: Là kiểu gò đất phẳng nhân tạo nơi lâu đài tọa lạc.
- Enceinte: Là tường thành có tính năng phòng thủ, bảo vệ
- Keep: Là tháp canh có tính năng giám sát bên ngoài từ phía trong.
- Gatehouse: Là cổng vào lâu đài thiết yếu.
- Moat: Là dạng hào sâu bao quanh bên ngoài lâu đài, có thể chứa nước; có tính năng phòng thủ kiểu ngăn cản.
- Arrowslits: Là lỗ châu mai, cho phép các cung thủ có thể bắn tên ra ngoài.

Vị trí của các lâu đài bị ảnh hưởng bởi địa hình sẵn có. Trong khi các lâu đài trên đồi như Marksburg phổ biến ở Đức, nơi 66% tổng số các lâu đài được xây dựng vào thời Trung cổ được biết đến là vùng cao nguyên, trong khi 34% lâu đài còn lại xây dựng nằm trên vùng đất trũng, chúng hình thành nên một số ít các địa điểm ở Vương Quốc Anh. Một ví dụ khác là Lâu đài Bodiam được xây dựng vào thế kỷ 14, ở Anh; đây được xem là một tòa lâu đài hiện đại, nhưng lâu đài tiên tiến nó nằm ở một địa điểm không có tầm quan trọng chiến lược, và hào cạn và có nhiều khả năng nhằm làm cho địa điểm trông ấn tượng hơn là để phòng thủ chống lại việc khai thác. Cách tiếp cận kéo dài và đưa người xem đi xung quanh lâu đài, đảm bảo họ có một cái nhìn tốt trước khi bước vào trong. Hơn nữa, các khẩu súng không thực tế và không có hiệu quả phòng thủ.

## Cấu trúc xây dựng
- Dạng L-plan
- Dạng O-plan
- Dạng U-plan
- Dạng Z-plan

## Các dạng vị trí
- Lâu đài hang động
- Lâu đài đỉnh núi
- Lâu đài sườn đồi
- Lâu đài trên đảo
- Lâu đài đất thấp
- Lâu đài mặt nước

## Quy mô trú ngụ

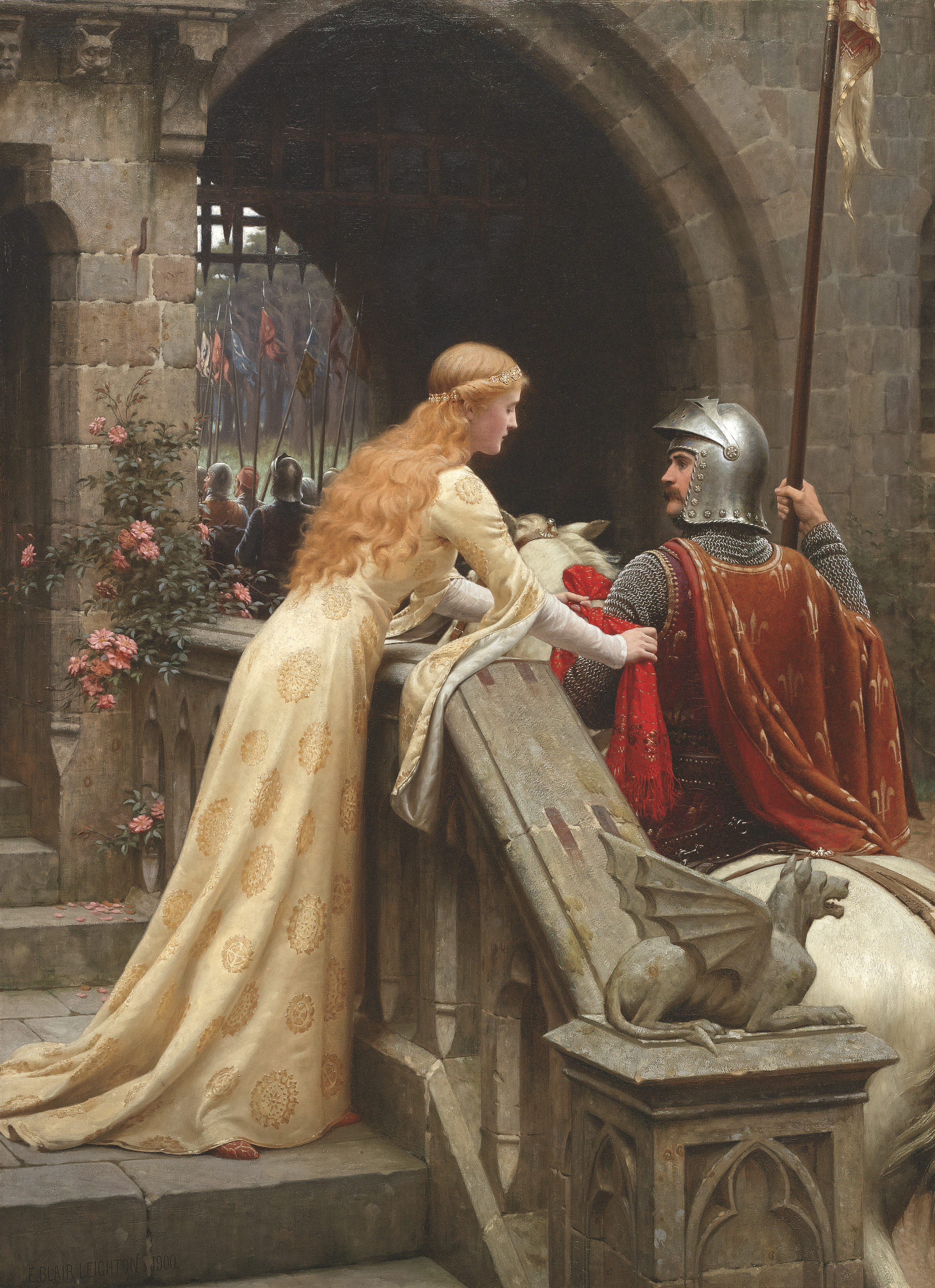
Tranh God Speed của Edmund Blair Leighton, vẽ năm 1900: một cảnh cuối thời Victoria về một phụ nữ chúc phước cho một hiệp sĩ sắp ra trận.

Do sự hiện diện của lãnh chúa trong một lâu đài, đã định nghĩa lâu đài là một trung tâm hành chính mà từ đó vị lãnh chúa sẽ cai quản vùng đất của mình. Lãnh chúa dựa vào sự hỗ trợ của những người bên dưới họ, vì nếu không có sự hỗ trợ của những cận vệ hầu thì một lãnh chúa có thể xem quyền lực của họ bị suy giảm. Các lãnh chúa thành công thường xuyên tổ chức tiệc triều đình với những người ngay dưới họ trên quy mô xã hội. Các lãnh chúa lớn hơn có thể có sở hữu đất rất rộng lớn hơn, và sẽ không thực tế nếu một lãnh chúa đến thăm tất cả các tài sản của mình thường xuyên để các cấp phó được bổ nhiệm. Điều này đặc biệt áp dụng cho hoàng gia, những người đôi khi sở hữu đất ở các nước lân bang khác nhau.
Để cho phép lãnh chúa tập trung vào các nhiệm vụ của mình liên quan đến hành chính, họ thường có một hộ quản gia để lo việc vặt như cung cấp lương thực. Hộ quản gia được điều hành bởi một người hầu phòng, trong khi một thủ quỹ quan tâm các tài liệu bằng văn bản về di sản chi tộc. Các hộ gia đình hoàng gia về cơ bản có hình thức tương tự như các hộ gia đình nam tước, mặc dù ở quy mô lớn hơn nhiều và các vị trí có uy tín hơn. Vai trò quan trọng của những người hầu trong gia đình là chuẩn bị những bữa dùng. Nhà bếp của lâu đài sẽ là một nơi bận rộn khi lâu đài bị chiếm đóng, được kêu gọi cung cấp những bữa ăn lớn. Nếu không có sự hiện diện của gia đình lãnh chúa, thường là vì lãnh chúa đi xa nơi khác, lâu đài sẽ là một nơi yên tĩnh với ít cư dân, tập trung vào việc duy trì lâu đài.